# Sunset (comté de Montague, Texas)
Pour les articles homonymes, voir Sunset.
Sunset est une census-designated place située dans le comté de Montague, dans l’État du Texas, aux États-Unis. Sa population s’élevait à 497 habitants lors du recensement de 2010.